# Partito Francese Nazional-Collettivista
Il Partito Francese Nazional-Collettivista (Parti français national-collectiviste, PFNC) è stato un partito nazionalbolscevico francese degli anni trenta e quaranta, con un'ideologia ibrida a metà tra il comunismo e il fascismo.
Nacque ufficialmente il 7 aprile 1934 sotto il nome di  Parti français national communiste (it. Partito nazionale comunista francese), fondato dal giornalista Pierre Clémenti, direttore del giornale Le Pays libre (it. Il Paese Libero). Il movimento, che negli anni modificò gradualmente la sua ideologia dal comunismo al fascismo, ebbe un ruolo di relativo rilievo a partire dal Luglio 1940, con l'occupazione della Francia da parte della Wehrmacht. Le autorità tedesche decidono di censurare la parola "comunista" nella nomea del partito, invitando così il fondatore a modificare il titolo in Partito nazional-collettivista francese, permettendogli in tal modo di mantenere le medesime iniziali.
Il partito fu uno dei più convinti sostenitori della Legione dei volontari francesi contro il bolscevismo, durante l'Operazione Barbarossa.
| Controllo di autorità | VIAF (EN) 146337341 · BNF (FR) cb12188142d (data) |